# Lasianthus cinereus
Lasianthus cinereus är en måreväxtart som beskrevs av James Sykes Gamble. Lasianthus cinereus ingår i släktet Lasianthus och familjen måreväxter. Inga underarter finns listade i Catalogue of Life.